# Teuge repülőtér
A Teuge repülőtér (IATA: nincs, ICAO: EHTE) repülőtér Teugeban, Hollandiában.